# Ardèche Classic 2024
L'Ardèche Classic 2024 fou la 24a edició de l'Ardèche Classic. La cursa es va disputar el 24 de febrer de 2024 i formava part del calendari de l'UCI ProSeries 2024 amb una categoria 1.Pro.
El vencedor final fou l'espanyol Juan Ayuso (UAE Team Emirates), que s'imposà a l'esprint als seus companys d'escapada, el francès Romain Grégoire (Groupama-FDJ), el danès Mattias Skjelmose Jensen (Lidl-Trek) i Felix Gall (Decathlon-AG2R La Mondiale).

## Equips
En aquesta edició hi van prendre part 18 equips:
| WorldTeams (9)- Arkéa-B&B Hotels - Cofidis - Decathlon-AG2R La Mondiale - Groupama-FDJ - Intermarché-Wanty - Lidl-Trek - Soudal Quick-Step - Team dsm-firmenich PostNL - UAE Team Emirates ProTeams (6)- Bingoal WB - Israel-Premier Tech - Lotto Dstny - TotalEnergies - Tudor Pro Cycling Team - Uno-X Mobility Equips continentals (3)- CIC U Nantes Atlantique - Nice Métropole Côte d'Azur - Van Rysel-Roubaix |
| |

## Classificació final
| \| Classificació general \| Classificació general \| Classificació general \| Classificació general \| Classificació general \| \| Corredor \| Corredor \| Equip \| Temps \| \| \| --------------------- \| ---------------------- \| -------------------------- \| --------------------- \| --------------------- \| \| 1r \| Juan Ayuso Pesquera \| UAE Team Emirates \| 4h 23' 34" \| \| \| 2n \| Romain Grégoire \| Groupama-FDJ \| + 0" \| \| \| 3r \| Mattias Skjelmose \| Lidl-Trek \| + 0" \| \| \| 4t \| Felix Gall \| Decathlon-AG2R La Mondiale \| + 0" \| \| \| 5è \| Maxim Van Gils \| Lotto Dstny \| + 4" \| \| \| 6è \| Kevin Vermaerke \| Team dsm-firmenich PostNL \| + 4" \| \| \| 7è \| Lorenzo Rota \| Intermarché-Wanty \| + 4" \| \| \| 8è \| Jordan Jegat \| TotalEnergies \| + 4" \| \| \| 9è \| Aurélien Paret-Peintre \| Decathlon-AG2R La Mondiale \| + 4" \| \| \| 10è \| Igor Arrieta \| UAE Team Emirates \| + 4" \| \| |                        |                            |            |
| |                        |                            |            |
| Font: ProCyclingStats |                        |                            |            |
| Classificació general |                        |                            |            |
| Corredor | Corredor               | Equip                      | Temps      |
| 1r | Juan Ayuso Pesquera    | UAE Team Emirates          | 4h 23' 34" |
| 2n | Romain Grégoire        | Groupama-FDJ               | + 0"       |
| 3r | Mattias Skjelmose      | Lidl-Trek                  | + 0"       |
| 4t | Felix Gall             | Decathlon-AG2R La Mondiale | + 0"       |
| 5è | Maxim Van Gils         | Lotto Dstny                | + 4"       |
| 6è | Kevin Vermaerke        | Team dsm-firmenich PostNL  | + 4"       |
| 7è | Lorenzo Rota           | Intermarché-Wanty          | + 4"       |
| 8è | Jordan Jegat           | TotalEnergies              | + 4"       |
| 9è | Aurélien Paret-Peintre | Decathlon-AG2R La Mondiale | + 4"       |
| 10è | Igor Arrieta           | UAE Team Emirates          | + 4"       |

## Llista de participants
| Soudal Quick-Step SOQ | Soudal Quick-Step SOQ | Soudal Quick-Step SOQ |
| --------------------- | --------------------- | --------------------- |
| Núm                   | Ciclista              | Pos                   |
| 1                     | James Knox (GBR)      | 20è                   |
| 2                     | Paul Magnier (FRA)    | 83è                   |
| 3                     | Fausto Masnada (ITA)  | 72è                   |
| 4                     | Antoine Huby (FRA)    | 12è                   |
| 5                     | Gil Gelders (BEL)     | DNF                   |
| 6                     | Louis Vervaeke (BEL)  | 28è                   |
| 7                     | Pieter Serry (BEL)    | 43è                   |

| Cofidis COF | Cofidis COF                    | Cofidis COF |
| ----------- | ------------------------------ | ----------- |
| Núm         | Ciclista                       | Pos         |
| 11          | Jesús Herrada López (ESP)      | 90è         |
| 12          | Ion Izagirre Insausti (ESP)    | 23è         |
| 13          | Anthony Perez (FRA)            | 63è         |
| 14          | Axel Mariault (FRA)            | 86è         |
| 15          | Jonathan Lastra Martínez (ESP) | DNF         |
| 16          | Harrison Wood (GBR)            | 82è         |
| 17          | Thomas Champion (FRA)          | 62è         |

| UAE Team Emirates UAD | UAE Team Emirates UAD     | UAE Team Emirates UAD |
| --------------------- | ------------------------- | --------------------- |
| Núm                   | Ciclista                  | Pos                   |
| 21                    | Juan Ayuso Pesquera (ESP) | 1r                    |
| 22                    | Marc Hirschi (SUI) (ruta) | 24è                   |
| 24                    | Diego Ulissi (ITA)        | DNF                   |
| 25                    | Sjoerd Bax (NED)          | DNF                   |
| 26                    | Igor Arrieta (ESP)        | 10è                   |
| 27                    | Domen Novak (SLO)         | DNF                   |

| Israel-Premier Tech IPT | Israel-Premier Tech IPT | Israel-Premier Tech IPT |
| ----------------------- | ----------------------- | ----------------------- |
| Núm                     | Ciclista                | Pos                     |
| 31                      | Michael Woods (CAN)     | 21è                     |
| 32                      | Stephen Williams (GBR)  | 14è                     |
| 33                      | Nick Schultz (AUS)      | 47è                     |
| 34                      | Marco Frigo (ITA)       | 57è                     |
| 35                      | Hugo Houle (CAN)        | 87è                     |
| 36                      | Jakob Fuglsang (DEN)    | 33è                     |
| 37                      | Mason Hollyman (GBR)    | DNF                     |

| Intermarché-Wanty IWA | Intermarché-Wanty IWA  | Intermarché-Wanty IWA |
| --------------------- | ---------------------- | --------------------- |
| Núm                   | Ciclista               | Pos                   |
| 41                    | Georg Zimmermann (GER) | 17è                   |
| 42                    | Lorenzo Rota (ITA)     | 7è                    |
| 43                    | Lilian Calmejane (FRA) | 27è                   |
| 44                    | Rune Herregodts (BEL)  | 76è                   |
| 45                    | Simone Petilli (ITA)   | 56è                   |
| 46                    | Rein Taaramäe (EST)    | 78è                   |
| 47                    | Sacha Prestianni (BEL) | DNF                   |

| Lidl-Trek LTK | Lidl-Trek LTK                  | Lidl-Trek LTK |
| ------------- | ------------------------------ | ------------- |
| Núm           | Ciclista                       | Pos           |
| 51            | Mattias Skjelmose (DEN) (ruta) | 3r            |
| 52            | Bauke Mollema (NED)            | 40è           |
| 53            | Amanuel Gebrezgabihier (ERI)   | 25è           |
| 54            | Quinn Simmons (USA) (ruta)     | 71è           |
| 55            | Julien Bernard (FRA)           | 73è           |
| 56            | Louis Leidert (GER)            | 93è           |
| 57            | Fabio Felline (ITA)            | DNF           |

| Groupama-FDJ GFC | Groupama-FDJ GFC              | Groupama-FDJ GFC |
| ---------------- | ----------------------------- | ---------------- |
| Núm              | Ciclista                      | Pos              |
| 61               | Valentin Madouas (FRA) (ruta) | 39è              |
| 62               | Romain Grégoire (FRA)         | 2n               |
| 63               | Rémy Rochas (FRA)             | 26è              |
| 64               | Kevin Geniets (LUX)           | 11è              |
| 65               | Thibaud Gruel (FRA)           | 69è              |
| 66               | Lorenzo Germani (ITA)         | 75è              |
| 67               | Lars van den Berg (NED)       | DNF              |

| Team dsm-firmenich PostNL DFP | Team dsm-firmenich PostNL DFP | Team dsm-firmenich PostNL DFP |
| ----------------------------- | ----------------------------- | ----------------------------- |
| Núm                           | Ciclista                      | Pos                           |
| 71                            | Romain Bardet (FRA)           | 18è                           |
| 72                            | Warren Barguil (FRA)          | 13è                           |
| 73                            | Kevin Vermaerke (USA)         | 6è                            |
| 74                            | Chris Hamilton (AUS)          | 36è                           |
| 75                            | Romain Combaud (FRA)          | 58è                           |
| 76                            | Martijn Tusveld (NED)         | 65è                           |
| 77                            | Patrick Bevin (NZL)           | DNF                           |

| Lotto Dstny LTD | Lotto Dstny LTD             | Lotto Dstny LTD |
| --------------- | --------------------------- | --------------- |
| Núm             | Ciclista                    | Pos             |
| 81              | Maxim Van Gils (BEL)        | 5è              |
| 83              | Eduardo Sepúlveda (ARG)     | 45è             |
| 84              | Sylvain Moniquet (BEL)      | 19è             |
| 85              | Jonas Gregaard Wilsly (DEN) | 80è             |
| 86              | Jenno Berckmoes (BEL)       | 68è             |
| 87              | Jarrad Drizners (AUS)       | 79è             |

| Decathlon-AG2R La Mondiale DAT | Decathlon-AG2R La Mondiale DAT | Decathlon-AG2R La Mondiale DAT |
| ------------------------------ | ------------------------------ | ------------------------------ |
| Núm                            | Ciclista                       | Pos                            |
| 91                             | Felix Gall (AUT)               | 4t                             |
| 92                             | Aurélien Paret-Peintre (FRA)   | 9è                             |
| 93                             | Dorian Godon (FRA)             | 52è                            |
| 94                             | Clément Berthet (FRA)          | 22è                            |
| 95                             | Nans Peters (FRA)              | 29è                            |
| 96                             | Alex Baudin (FRA)              | 66è                            |
| 97                             | Jaakko Hänninen (FIN)          | 77è                            |

| Arkéa-B&B Hotels ARK | Arkéa-B&B Hotels ARK    | Arkéa-B&B Hotels ARK |
| -------------------- | ----------------------- | -------------------- |
| Núm                  | Ciclista                | Pos                  |
| 101                  | Clément Venturini (FRA) | 53è                  |
| 102                  | Louis Barré (FRA)       | 30è                  |
| 103                  | Élie Gesbert (FRA)      | DNF                  |
| 104                  | Ewen Costiou (FRA)      | 49è                  |
| 105                  | Michel Ries (LUX)       | DNF                  |
| 106                  | Simon Guglielmi (FRA)   | 64è                  |
| 107                  | Anthony Delaplace (FRA) | 59è                  |

| Tudor Pro Cycling Team TUD | Tudor Pro Cycling Team TUD  | Tudor Pro Cycling Team TUD |
| -------------------------- | --------------------------- | -------------------------- |
| Núm                        | Ciclista                    | Pos                        |
| 111                        | Aloïs Charrin (FRA)         | 85è                        |
| 112                        | Sébastien Reichenbach (SUI) | 34è                        |
| 113                        | Simon Pellaud (SUI)         | 74è                        |
| 114                        | Hannes Wilksch (GER)        | 46è                        |
| 115                        | Marco Brenner (GER)         | 15è                        |
| 116                        | Luc Wirtgen (LUX)           | 44è                        |
| 117                        | Roland Thalmann (SUI)       | 42è                        |

| Uno-X Mobility UXM | Uno-X Mobility UXM            | Uno-X Mobility UXM |
| ------------------ | ----------------------------- | ------------------ |
| Núm                | Ciclista                      | Pos                |
| 121                | Fredrik Dversnes (NOR) (ruta) | 50è                |
| 122                | Johannes Kulset (NOR)         | 31è                |
| 123                | Ådne Holter (NOR)             | 91è                |
| 124                | Simon Dalby (DEN)             | 84è                |
| 125                | Odd Christian Eiking (NOR)    | 38è                |
| 126                | Magnus Kulset (NOR)           | 89è                |

| Bingoal WB BWB | Bingoal WB BWB            | Bingoal WB BWB |
| -------------- | ------------------------- | -------------- |
| Núm            | Ciclista                  | Pos            |
| 131            | Marco Tizza (ITA)         | 70è            |
| 132            | Dimitri Peyskens (BEL)    | DNF            |
| 133            | Floris De Tier (BEL)      | 32è            |
| 134            | Aaron Van der Beken (BEL) | 54è            |
| 135            | Louka Matthys (BEL)       | 37è            |
| 136            | Noah Detalle (BEL)        | 92è            |
| 137            | Lucas Jacques (BEL)       | DNF            |

| TotalEnergies TEN | TotalEnergies TEN        | TotalEnergies TEN |
| ----------------- | ------------------------ | ----------------- |
| Núm               | Ciclista                 | Pos               |
| 141               | Mathieu Burgaudeau (FRA) | DNF               |
| 142               | Sandy Dujardin (FRA)     | DNF               |
| 143               | Jordan Jegat (FRA)       | 8è                |
| 144               | Alexis Vuillermoz (FRA)  | DNF               |
| 145               | Alan Jousseaume (FRA)    | 60è               |
| 146               | Fabien Grellier (FRA)    | 67è               |
| 147               | Mattéo Vercher (FRA)     | 48è               |

| Nice Métropole Côte d'Azur NMC | Nice Métropole Côte d'Azur NMC | Nice Métropole Côte d'Azur NMC |
| ------------------------------ | ------------------------------ | ------------------------------ |
| Núm                            | Ciclista                       | Pos                            |
| 151                            | Jean-Louis Le Ny (FRA)         | DNF                            |
| 152                            | Alexander Konijn (NED)         | 88è                            |
| 153                            | Melvin Crommelinck (FRA)       | 81è                            |
| 154                            | Jonathan Couanon (FRA)         | DNF                            |
| 156                            | Andrea Mifsud                  | 41è                            |
| 157                            | Alexandre Léonien (FRA)        | DNF                            |

| Van Rysel-Roubaix VRR | Van Rysel-Roubaix VRR     | Van Rysel-Roubaix VRR |
| --------------------- | ------------------------- | --------------------- |
| Núm                   | Ciclista                  | Pos                   |
| 161                   | Maxime Jarnet (FRA)       | DNF                   |
| 162                   | Célestin Guillon (FRA)    | DNF                   |
| 163                   | Maximilien Juillard (FRA) | DNF                   |
| 164                   | Rémi Capron (FRA)         | 61è                   |
| 165                   | Kenny Molly (BEL)         | DNF                   |

| CIC U Nantes Atlantique UCN | CIC U Nantes Atlantique UCN | CIC U Nantes Atlantique UCN |
| --------------------------- | --------------------------- | --------------------------- |
| Núm                         | Ciclista                    | Pos                         |
| 171                         | Clément Braz Alfonso (FRA)  | 16è                         |
| 172                         | Matisse Julien (CAN)        | DNF                         |
| 173                         | Artus Jaladeau (FRA)        | 35è                         |
| 174                         | Antoine Hue (FRA)           | DNF                         |
| 175                         | Enzo Briand (FRA)           | DNF                         |
| 176                         | Léo Danès (FRA)             | 51è                         |
| 177                         | Robin Plamondon (CAN)       | 55è                         |

| Soudal Quick-Step SOQ | Soudal Quick-Step SOQ | Soudal Quick-Step SOQ |
| --------------------- | --------------------- | --------------------- |
| Núm                   | Ciclista              | Pos                   |
| 1                     | James Knox (GBR)      | 20è                   |
| 2                     | Paul Magnier (FRA)    | 83è                   |
| 3                     | Fausto Masnada (ITA)  | 72è                   |
| 4                     | Antoine Huby (FRA)    | 12è                   |
| 5                     | Gil Gelders (BEL)     | DNF                   |
| 6                     | Louis Vervaeke (BEL)  | 28è                   |
| 7                     | Pieter Serry (BEL)    | 43è                   |

| Cofidis COF | Cofidis COF                    | Cofidis COF |
| ----------- | ------------------------------ | ----------- |
| Núm         | Ciclista                       | Pos         |
| 11          | Jesús Herrada López (ESP)      | 90è         |
| 12          | Ion Izagirre Insausti (ESP)    | 23è         |
| 13          | Anthony Perez (FRA)            | 63è         |
| 14          | Axel Mariault (FRA)            | 86è         |
| 15          | Jonathan Lastra Martínez (ESP) | DNF         |
| 16          | Harrison Wood (GBR)            | 82è         |
| 17          | Thomas Champion (FRA)          | 62è         |

| UAE Team Emirates UAD | UAE Team Emirates UAD     | UAE Team Emirates UAD |
| --------------------- | ------------------------- | --------------------- |
| Núm                   | Ciclista                  | Pos                   |
| 21                    | Juan Ayuso Pesquera (ESP) | 1r                    |
| 22                    | Marc Hirschi (SUI) (ruta) | 24è                   |
| 24                    | Diego Ulissi (ITA)        | DNF                   |
| 25                    | Sjoerd Bax (NED)          | DNF                   |
| 26                    | Igor Arrieta (ESP)        | 10è                   |
| 27                    | Domen Novak (SLO)         | DNF                   |

| Israel-Premier Tech IPT | Israel-Premier Tech IPT | Israel-Premier Tech IPT |
| ----------------------- | ----------------------- | ----------------------- |
| Núm                     | Ciclista                | Pos                     |
| 31                      | Michael Woods (CAN)     | 21è                     |
| 32                      | Stephen Williams (GBR)  | 14è                     |
| 33                      | Nick Schultz (AUS)      | 47è                     |
| 34                      | Marco Frigo (ITA)       | 57è                     |
| 35                      | Hugo Houle (CAN)        | 87è                     |
| 36                      | Jakob Fuglsang (DEN)    | 33è                     |
| 37                      | Mason Hollyman (GBR)    | DNF                     |

| Intermarché-Wanty IWA | Intermarché-Wanty IWA  | Intermarché-Wanty IWA |
| --------------------- | ---------------------- | --------------------- |
| Núm                   | Ciclista               | Pos                   |
| 41                    | Georg Zimmermann (GER) | 17è                   |
| 42                    | Lorenzo Rota (ITA)     | 7è                    |
| 43                    | Lilian Calmejane (FRA) | 27è                   |
| 44                    | Rune Herregodts (BEL)  | 76è                   |
| 45                    | Simone Petilli (ITA)   | 56è                   |
| 46                    | Rein Taaramäe (EST)    | 78è                   |
| 47                    | Sacha Prestianni (BEL) | DNF                   |

| Lidl-Trek LTK | Lidl-Trek LTK                  | Lidl-Trek LTK |
| ------------- | ------------------------------ | ------------- |
| Núm           | Ciclista                       | Pos           |
| 51            | Mattias Skjelmose (DEN) (ruta) | 3r            |
| 52            | Bauke Mollema (NED)            | 40è           |
| 53            | Amanuel Gebrezgabihier (ERI)   | 25è           |
| 54            | Quinn Simmons (USA) (ruta)     | 71è           |
| 55            | Julien Bernard (FRA)           | 73è           |
| 56            | Louis Leidert (GER)            | 93è           |
| 57            | Fabio Felline (ITA)            | DNF           |

| Groupama-FDJ GFC | Groupama-FDJ GFC              | Groupama-FDJ GFC |
| ---------------- | ----------------------------- | ---------------- |
| Núm              | Ciclista                      | Pos              |
| 61               | Valentin Madouas (FRA) (ruta) | 39è              |
| 62               | Romain Grégoire (FRA)         | 2n               |
| 63               | Rémy Rochas (FRA)             | 26è              |
| 64               | Kevin Geniets (LUX)           | 11è              |
| 65               | Thibaud Gruel (FRA)           | 69è              |
| 66               | Lorenzo Germani (ITA)         | 75è              |
| 67               | Lars van den Berg (NED)       | DNF              |

| Team dsm-firmenich PostNL DFP | Team dsm-firmenich PostNL DFP | Team dsm-firmenich PostNL DFP |
| ----------------------------- | ----------------------------- | ----------------------------- |
| Núm                           | Ciclista                      | Pos                           |
| 71                            | Romain Bardet (FRA)           | 18è                           |
| 72                            | Warren Barguil (FRA)          | 13è                           |
| 73                            | Kevin Vermaerke (USA)         | 6è                            |
| 74                            | Chris Hamilton (AUS)          | 36è                           |
| 75                            | Romain Combaud (FRA)          | 58è                           |
| 76                            | Martijn Tusveld (NED)         | 65è                           |
| 77                            | Patrick Bevin (NZL)           | DNF                           |

| Lotto Dstny LTD | Lotto Dstny LTD             | Lotto Dstny LTD |
| --------------- | --------------------------- | --------------- |
| Núm             | Ciclista                    | Pos             |
| 81              | Maxim Van Gils (BEL)        | 5è              |
| 83              | Eduardo Sepúlveda (ARG)     | 45è             |
| 84              | Sylvain Moniquet (BEL)      | 19è             |
| 85              | Jonas Gregaard Wilsly (DEN) | 80è             |
| 86              | Jenno Berckmoes (BEL)       | 68è             |
| 87              | Jarrad Drizners (AUS)       | 79è             |

| Decathlon-AG2R La Mondiale DAT | Decathlon-AG2R La Mondiale DAT | Decathlon-AG2R La Mondiale DAT |
| ------------------------------ | ------------------------------ | ------------------------------ |
| Núm                            | Ciclista                       | Pos                            |
| 91                             | Felix Gall (AUT)               | 4t                             |
| 92                             | Aurélien Paret-Peintre (FRA)   | 9è                             |
| 93                             | Dorian Godon (FRA)             | 52è                            |
| 94                             | Clément Berthet (FRA)          | 22è                            |
| 95                             | Nans Peters (FRA)              | 29è                            |
| 96                             | Alex Baudin (FRA)              | 66è                            |
| 97                             | Jaakko Hänninen (FIN)          | 77è                            |

| Arkéa-B&B Hotels ARK | Arkéa-B&B Hotels ARK    | Arkéa-B&B Hotels ARK |
| -------------------- | ----------------------- | -------------------- |
| Núm                  | Ciclista                | Pos                  |
| 101                  | Clément Venturini (FRA) | 53è                  |
| 102                  | Louis Barré (FRA)       | 30è                  |
| 103                  | Élie Gesbert (FRA)      | DNF                  |
| 104                  | Ewen Costiou (FRA)      | 49è                  |
| 105                  | Michel Ries (LUX)       | DNF                  |
| 106                  | Simon Guglielmi (FRA)   | 64è                  |
| 107                  | Anthony Delaplace (FRA) | 59è                  |

| Tudor Pro Cycling Team TUD | Tudor Pro Cycling Team TUD  | Tudor Pro Cycling Team TUD |
| -------------------------- | --------------------------- | -------------------------- |
| Núm                        | Ciclista                    | Pos                        |
| 111                        | Aloïs Charrin (FRA)         | 85è                        |
| 112                        | Sébastien Reichenbach (SUI) | 34è                        |
| 113                        | Simon Pellaud (SUI)         | 74è                        |
| 114                        | Hannes Wilksch (GER)        | 46è                        |
| 115                        | Marco Brenner (GER)         | 15è                        |
| 116                        | Luc Wirtgen (LUX)           | 44è                        |
| 117                        | Roland Thalmann (SUI)       | 42è                        |

| Uno-X Mobility UXM | Uno-X Mobility UXM            | Uno-X Mobility UXM |
| ------------------ | ----------------------------- | ------------------ |
| Núm                | Ciclista                      | Pos                |
| 121                | Fredrik Dversnes (NOR) (ruta) | 50è                |
| 122                | Johannes Kulset (NOR)         | 31è                |
| 123                | Ådne Holter (NOR)             | 91è                |
| 124                | Simon Dalby (DEN)             | 84è                |
| 125                | Odd Christian Eiking (NOR)    | 38è                |
| 126                | Magnus Kulset (NOR)           | 89è                |

| Bingoal WB BWB | Bingoal WB BWB            | Bingoal WB BWB |
| -------------- | ------------------------- | -------------- |
| Núm            | Ciclista                  | Pos            |
| 131            | Marco Tizza (ITA)         | 70è            |
| 132            | Dimitri Peyskens (BEL)    | DNF            |
| 133            | Floris De Tier (BEL)      | 32è            |
| 134            | Aaron Van der Beken (BEL) | 54è            |
| 135            | Louka Matthys (BEL)       | 37è            |
| 136            | Noah Detalle (BEL)        | 92è            |
| 137            | Lucas Jacques (BEL)       | DNF            |

| TotalEnergies TEN | TotalEnergies TEN        | TotalEnergies TEN |
| ----------------- | ------------------------ | ----------------- |
| Núm               | Ciclista                 | Pos               |
| 141               | Mathieu Burgaudeau (FRA) | DNF               |
| 142               | Sandy Dujardin (FRA)     | DNF               |
| 143               | Jordan Jegat (FRA)       | 8è                |
| 144               | Alexis Vuillermoz (FRA)  | DNF               |
| 145               | Alan Jousseaume (FRA)    | 60è               |
| 146               | Fabien Grellier (FRA)    | 67è               |
| 147               | Mattéo Vercher (FRA)     | 48è               |

| Nice Métropole Côte d'Azur NMC | Nice Métropole Côte d'Azur NMC | Nice Métropole Côte d'Azur NMC |
| ------------------------------ | ------------------------------ | ------------------------------ |
| Núm                            | Ciclista                       | Pos                            |
| 151                            | Jean-Louis Le Ny (FRA)         | DNF                            |
| 152                            | Alexander Konijn (NED)         | 88è                            |
| 153                            | Melvin Crommelinck (FRA)       | 81è                            |
| 154                            | Jonathan Couanon (FRA)         | DNF                            |
| 156                            | Andrea Mifsud                  | 41è                            |
| 157                            | Alexandre Léonien (FRA)        | DNF                            |

| Van Rysel-Roubaix VRR | Van Rysel-Roubaix VRR     | Van Rysel-Roubaix VRR |
| --------------------- | ------------------------- | --------------------- |
| Núm                   | Ciclista                  | Pos                   |
| 161                   | Maxime Jarnet (FRA)       | DNF                   |
| 162                   | Célestin Guillon (FRA)    | DNF                   |
| 163                   | Maximilien Juillard (FRA) | DNF                   |
| 164                   | Rémi Capron (FRA)         | 61è                   |
| 165                   | Kenny Molly (BEL)         | DNF                   |

| CIC U Nantes Atlantique UCN | CIC U Nantes Atlantique UCN | CIC U Nantes Atlantique UCN |
| --------------------------- | --------------------------- | --------------------------- |
| Núm                         | Ciclista                    | Pos                         |
| 171                         | Clément Braz Alfonso (FRA)  | 16è                         |
| 172                         | Matisse Julien (CAN)        | DNF                         |
| 173                         | Artus Jaladeau (FRA)        | 35è                         |
| 174                         | Antoine Hue (FRA)           | DNF                         |
| 175                         | Enzo Briand (FRA)           | DNF                         |
| 176                         | Léo Danès (FRA)             | 51è                         |
| 177                         | Robin Plamondon (CAN)       | 55è                         |